# Plebiscyt Przeglądu Sportowego 1952
18. Plebiscyt Przeglądu Sportowego na najlepszego sportowca Polski zorganizowano w 1952 roku.

## Wyniki
1. Zygmunt Chychła - boks (68 718 pkt.)
2. Aleksy Antkiewicz - boks (61 522)
3. Teodor Kocerka - wioślarstwo (52 882)
4. Mirosława Zakrzewska - siatkówka (46 002)
5. Jerzy Jokiel - gimnastyka (29 798)
6. Wojciech Zabłocki - szermierka (23 542)
7. Maria Ciachówna - lekkoatletyka (20 850)
8. Alfons Flinik - hokej na trawie (17 266)
9. Gotfryd Gremlowski - pływanie (12 548)
10. Stanisław Marusarz - narciarstwo (9374)